# Jolig kagan
Jolig kagan (staroturško 𐰖𐰆𐰞𐰞𐰃𐰍:𐱅𐰃𐰏𐰤, latinizirano: Jollıg Tigin, kitajsko: 伊然可汗; pinjin: Yīrán Kèhán) z osebnim imenom Ašina Jiran je bil peti vladar Drugega turškega kaganata, ki je vladal od leta 734 do 739, * ni znano, † 739. 
Bil je Bilge kaganov sin. O njem je znano samo to, da je bil avtor Orhonskih napisov. Njegova žena Jusajfu je po letu 744 odšla v dinastijo Tang. 

## Sklica
1. ↑  Bauer, Susan Wise (2010). The History of the Medieval World: From the Conversion of Constantine to the First Crusade. W. W. Norton & Company. str. 238. ISBN 978-0-393-05975-5.
2. ↑  Zhenqing, Yan. »Special report«. zh.wikisource.org (v kitajščini). Pridobljeno 29. julija 2018.

| Jolig kagan Klan AšinaRojen: ni znano Umrl: 739 |                                         |                         |
| Vladarski nazivi                                |                                         |                         |
| Predhodnik: Bilge kagan                         | Kagan Drugega turškega kaganata 734–739 | Naslednik: Tengri kagan |